# Minna Aaltonen
Minna Aaltonen (ur. 17 września 1966 w Turku, zm. 11 września 2021) – fińska aktorka.

## Filmografia

### Film
- 1997: Jutro nie umiera nigdy jako Prezenterka wiadomości
- 1997: Dryfujące obłoki
- 1997: Vääpeli Körmy ja vetenalaiset vehkeet jako Houkutuslintu Körmyn unessa

### Serial
- 1997–2007: Dream Team jako Ingrid Coates
- 1997–2007: Lexx jako Vlad
- 1995: Kotikatu jako Kati
- 1988–2003: London's Burning jako Marianne